# Miloš Vujanić
Miloš Vujanić (cyr. Милош Вујанић; ur. 13 listopada 1980 w Loznicy) – serbski koszykarz, występujący na pozycji rozgrywającego.

## Kariera
Vujanić rozpoczął profesjonalną karierę w Crvena zvezda Belgrad w 1999. Po spędzeniu dwóch sezonów w klubie, odszedł do Partizana Belgrad. W drafcie NBA w 2002 został wybrany z 36 numerem przez New York Knicks. Później prawa do zawodnika zostały pozyskane przez Phoenix Suns. Vujanić jednak zdecydował się na pozostanie w Serbii. W sezonie 2002/03 był najlepszym strzelcem w Eurolidze, średnio zdobywając 25,8 punktów na mecz.
Z reprezentacją Jugosławii zdobył złoty medal na Mistrzostwach Świata w 2002. W reprezentacji Serbii wystąpił na Mistrzostwach Europy w 2003 i Igrzyskach Olimpijskich w 2004.

## Osiągnięcia
Na podstawie, o ile nie zaznaczono inaczej.
Drużynowe
- Mistrz:
  - Euroligi (2007)
  - Jugosławii (2002, 2003)
  - Włoch (2005)
  - Grecji (2007)
  - Turcji (2009)
- Zdobywca pucharu:
  - Jugosławii (2002)
  - Grecji (2007)
  - Turcji (2009)

Indywidualne
- Zaliczony do II składu Euroligi (2003, 2004)
- Lider strzelców:
  - Euroligi (2003)
  - finałów Euroligi (2004)
- Uczestnik meczu gwiazd ligi jugosłowiańskiej (2001, 2003)
- MVP kolejki Euroligi (3 - 2002/2003)
- Uwzględniony w głosowaniu na zespół dekady Euroligi 2001–2010 (2010)

Reprezentacja
- Mistrz:
  - świata (2002)
  - uniwersjady (2001)
  - turnieju FIBA Diamond Ball (2004)
- Wicemistrz uniwersjady (1999)
- Uczestnik:
  - igrzysk olimpijskich (2004 – 11. miejsce)
  - mistrzostw Europy:
    - 2003 – 6. miejsce
    - U–20 (2000 – 5. miejsce)

  - turnieju FIBA Diamond Ball (2004, 2008)
  - kwalifikacji do mistrzostw Europy:
    - 2009
    - U–18 (1998)